# Nihon Joshi Daigaku

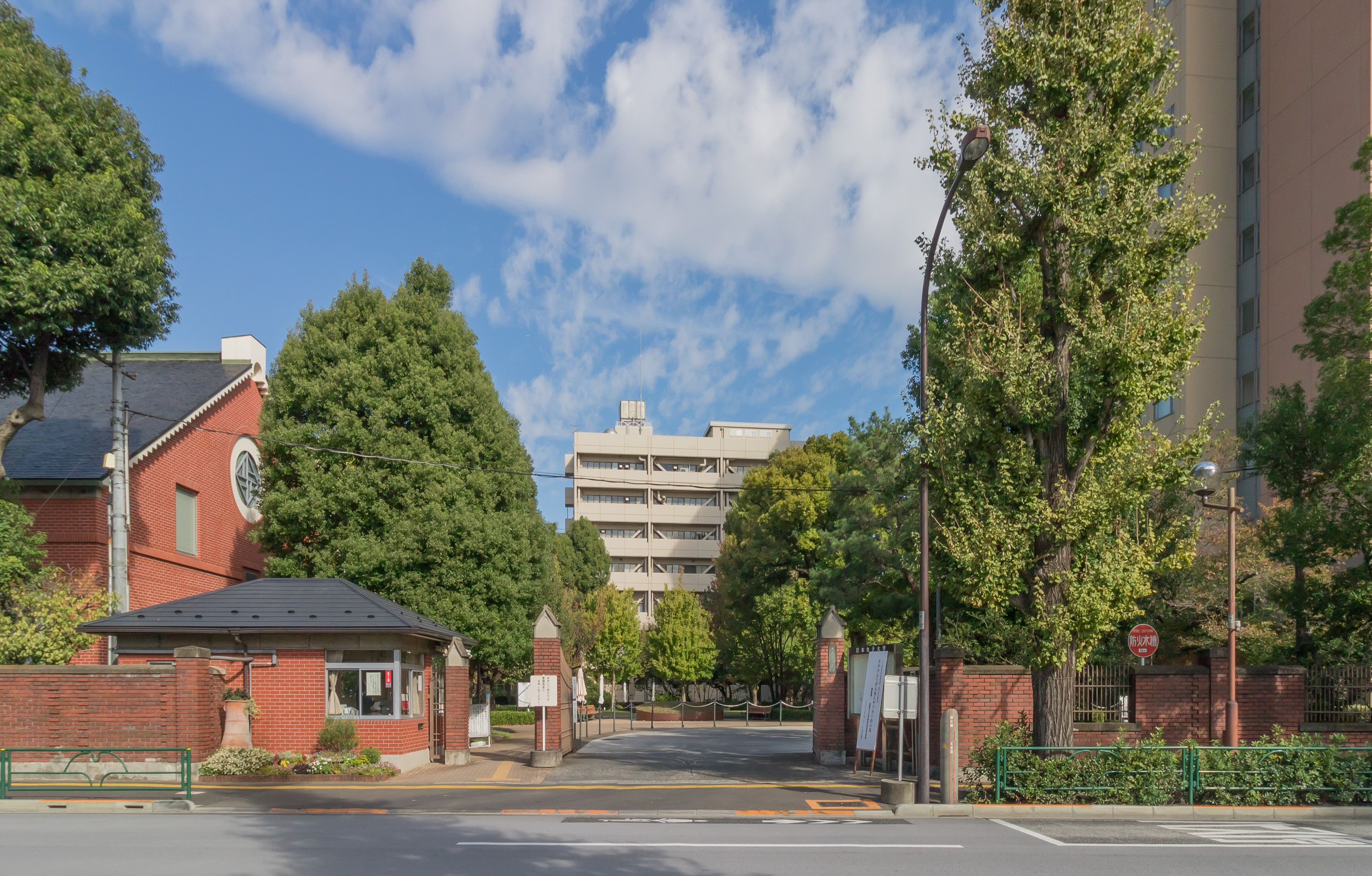
Japan Women's University

Die Nihon Joshi Daigaku (jap. 日本女子大学, dt. „Japanische Frauenuniversität“, kurz: 本女, honjo) ist eine Privatuniversität für Frauen mit Standorten im Bunkyō-ku von Tokio und im Tama-ku von Kawasaki. Sie wurde im Jahr 1901 ala „Höhere Schule für Frauen in Japan“ (日本女子大学校) von dem Sozialpädagogen Naruse Jinzō (1858–1919) gegründet. Die Musik zur Eröffnung wurde angeblich von Raphael von Koeber geschrieben. 1948 erhielt die Einrichtung Universitäts-Status.

## Absolventen
- Amino Kiku (1900–1978), Schriftstellerin
- Hashida Sugako (1925–2021), Fernsehautorin und Essayistin
- Yumie Hiraiwa (1932–2023), Schriftstellerin
- Raichō Hiratsuka (1886–1971), Autorin, Journalistin und Feministin
- Akiko Miya (* 1963), Architektin und Hochschulprofessorin
- Yuriko Miyamoto (1899–1951), Romanautorin
- Kazuyo Sejima (* 1956), Architektin
- Kimiko Suzuki (1929–1992), Architektin
- Rumiko Takahashi (* 1957), Mangaka
- Chieko Takamura (1886–1938), Dichterin; Absolventin: 1907
- Makiko Tanaka (* 1944), Politikerin
- Tamura Toshiko (1884–1945), Romanautorin
- Hatsue Yamada (* 1930), Architektin